# 青春紀行
《青春紀行》是竹宮悠由子撰寫、駒都英二繪製插畫的日本輕小說作品。日文版由電擊文庫（ASCII Media Works）發行，2007年9月7日至2011年3月5日出版全8卷正傳，2012年6月10日至2013年8月10日出版外傳、番外、列傳各1卷。
2013年3月17日宣布電視動畫化消息，並於2013年10月3日開始播放。

## 概要
私立大學的新生主人公・多田万里與周邊的角色交織而成的戀愛喜劇故事，故事時間和場景設定為大學。万里在高中畢業前夕，因為某個原因從橋上摔了下去，而讓他忘卻了他過去所有的記憶。然而，在事故發生時，万里的靈魂從肉體脫離，這個保有過去記憶的靈魂，以「死去的多田万里」登場，成為作品中旁白的視角。
繼《我們倆的田村同學》、《TIGER×DRAGON！》後，本作為竹宮悠由子的第三部輕小說作品。作品中登場的「東京」、「静岡」裡面出現的地名均為作者虛構。

## 故事簡介
東京某私立大学法學院的入学生主角・多田萬里在前往新生入學說明會的路上迷了路，遇上同樣迷路的柳澤光央，二人成為朋友。之後在要前往新生入學說明會的路上遇上了一位手持大束玫瑰的美女。她用手上的玫瑰花打了光央的臉，並將花束丟給光央，告訴他「恭喜入學」就離開了。原來她是光央的青梅竹馬・加賀香子，並且與光央有婚約（香子單方面決定）。但光央卻很討厭香子，為了逃脫她悄悄地在香子不知道的情況下去報考大學。事後被香子查覺，並報考與光央同所大學的法學系。而這也成了萬里與香子認識的契機……

## 登場人物
多田万里（聲：古川慎）
東京的私立大學法學院法律學科1年級生。老家在靜岡，但隻身到東京來就讀大學。高中畢業那時掉落住宅附近的橋下，喪失記憶，他也因此晚了一年讀大學，現在19歲。
實際上是出車禍後，原本的靈魂脫體後所誕生的新靈魂（亦可解釋成靈魂分裂），在後期記憶回復時，是原靈魂回肉身後記憶才會回復卻沒有出車禍後的記憶，而新靈魂會對回復記憶以及情感的事情如此有感覺，則是因為原靈魂與新靈魂交替或是重疊，導致情感記憶殘留才讓新靈魂有所錯亂。但是主治醫師卻認為這是心理影響，因此開了鎮定劑和抗憂鬱藥物給万里服用。其服用完空的膜衣卡不幸被加賀香子看見並且從垃圾桶撿起來給她當醫院院長的父親確認藥物用途，因而開始被香子懷疑有問題。
喜歡加賀香子，並且對她告白，但告訴香子不用立刻給他答覆。
多田万里的靈魂
18歳時的喪失記憶之時，成為脫離肉體的死去靈魂。保持著高中畢業以前的所有記憶。是做為旁白的存在，沒有任何人注意到。據其所言，似乎在被新靈魂尋找著。深愛著琳達。動畫中，新靈魂的自己為了不讓加賀香子難過，和琳達說明想變成學姐和學弟的關係，琳達也因此把以前的照片撕碎，因此十分憤怒而詛咒新靈魂，使新靈魂遇到的事情都不順遂，但因為這樣除了差點害死新靈魂的自己之外，也差點害死香子、光央、千波、二次元君等人，因此後悔下詛咒。
最後因為得到琳達的答案而安心離開。
柳澤光央（聲：石川界人）
法學院法律學科1年級生。大學入學式後，在前往入學說明會的路上迷路，並遇上同為迷路的万里，成為朋友。通稱「小柳」。万里則以「柳兄」稱呼他。小學到高中，就讀的均是東京某所非常有名的私立大學附屬學校。但他為了逃離香子的魔掌，報考其他的大學。與万里在東京的家有三站電車的距離。他的父母對於他不直升大學相當不滿，因此僅提供學費及住宿費（住高級公寓），其餘伙食費用等均要自己打工支付。偶爾會向万里要一些食物。
喜歡岡千波，也因為她而加入電影研究社。對於香子威脅千波一事感到非常憤怒。
曾向千波告白，卻被秒速拒絕，也因此有好長一段時間不敢見千波，還跟千波說以後不要再跟自己說話。後來染金髮。
曾經十分墮落，因此由万里招集大家幫忙舉辦「柳兄鼓勵派對」，在歡樂的氣氛中也和千波的關係和好。
後期喜歡上琳達。
加賀香子（聲：堀江由衣）
被祭研成員稱作「機械女」，法學院法律學科1年生。全身的容姿都是一副完美大小姐的樣子。小學一年級時與光央相遇。也與光央在小學時下了結婚的約定。與光央進了同一所大學後，一直被光央迴避著。因此找上身為光央朋友的万里，問他光央的行程、選課、社團等，但万里為了不背叛光央，所以都一律不說。
認為光央是「自己的東西」，直到上大學前也一直以「自己所編的劇本」來與光央相處。但是也因為她，讓光央沒有半個朋友，也被光央討厭，一開始以為他只是感到不好意思。但之後光央向其表明「妳從來沒有在乎過我的想法」後，開始後悔自己從小的所作所為。
隨著時間的推進喜欢上了万里，最初被萬里告白時以和萬里認識不久為理由希望保持好朋友關係，但万里坦言不想以好朋友身份待在身邊，而被万里斷絕朋友身份後離去。在第六話察覺自己很喜歡万里，表白後和万里成為情侶。有著正常人無法忍受的控制欲，還喜歡跟蹤別人。
後期因為怕万里忘記事故後的記憶而分手，但跟万里約定好如果沒有被万里忘記，那就會永遠待在万里身邊，在動畫版最後一集與小說最後一集與万里復合。
林田奈奈（聲：茅野愛衣）
由於姓氏中「林」的音讀為「りん」而自稱「琳達」。是祭研（日本祭事文化研究會）社團的一員，二年級。在小說第一集幫助了遇上窘境的万里與香子。
是万里的高中同學，只是因為万里喪失了高中畢業以前的記憶，所以不被万里記得。在万里喪失記憶前和万里十分要好，是他的紅颜知己，同時、喜歡著万里。
因為不想讓現在的万里感到混亂，因此不透露自己的身分，對万里也直呼全名。但之後被万里發現以前的照片，而被万里長時間故意不接電話和簡訊，最後万里還是勇敢面對與其進行談話然後和好。
二次元君（聲：比上孝浩）
本名「佐藤隆哉」，高中時的暱稱是「佐藤隆」。外表长得相当不错，万里參加茶道社迎新時認識的朋友，對三次元的女性感到絕望，進而發表追求二次元的宣言。追求著二次元的完美女性。
儘管是個御宅族，但香子仍然認為他比她自己本身成熟很多。
曾暗中幫助万里和香子和好，非常重視他們五個人的關係。
岡千波（聲：木戶衣吹）
被香子稱作「超音波」，電影研究社的女社員。聲音聽起來很像美少女動畫裡的小女孩聲音，表面的個性、碧藍色眼睛、嬌小的身形也符合她的聲音，太過陽光被万里吐嘈可能是個腹黑女。與光央的關係良好。有点外貌协会的择人标准，喜欢帅哥靓女。不过为人亲和，广交朋友。号召力很强，可以让大半个年级的人参加她举办的聚会。
被光央告白，秒速回絕，因為認為光央只是一時興起才告白的，但一直到光央喜歡琳達後才發現對光央的感情，最後因為失戀而剪短頭髮。
NANA學姊（聲：佐藤聰美）
3年級的女學生，本名不詳。外貌與万里看過的某個少女漫畫的角色容姿相似。喜愛搖滾音樂以及夜店Live，衣着打扮容易被人误认为是角色扮演。是个能对万里竖中指的强悍学姐。
和琳達的關係很好，是万里的鄰居。
曾救過病倒的万里，並且帶他去醫院，表面看起來十分可怕，其實是個內心溫柔和可靠的人，也常常聽万里的心事再給他建議。

## 社團
茶道社
万里在迎新時所受邀的社團。大部分都是女生，把社團內的男生當奴隸般使喚。香子、萬里、光央、二次元君都曾遭到「毒手」。
祭研
日本祭事文化研究會的簡稱。琳達所屬的社團。曾被誤認與邪教有所關聯。今年的活動是阿波舞。

## 出版書籍

### 輕小說
日文版由電擊文庫（ASCII MEDIA WORKS）發行；繁體中文版由台灣角川代理；簡體中文版由天聞角川代理發行，正傳前6卷由湖南美術出版社出版，后2卷由崇文書局出版，且未代理3卷外傳。繁中版译者為黃薇嬪；簡中版1-3卷沿用該譯本，4卷起译者更變為上乘柚子。
| 日文版 | 繁體中文版                            | 简体中文版                         | ASCII Media Works | ASCII Media Works      | 台灣角川       | 台灣角川               | 天闻角川       | 天闻角川               |
| 日文版 | 繁體中文版                            | 简体中文版                         | 發售日期          | ISBN                   | 發售日期       | ISBN                   | 發售日期       | ISBN                   |
| ------ | ------------------------------------- | ---------------------------------- | ----------------- | ---------------------- | -------------- | ---------------------- | -------------- | ---------------------- |
|        | 青春紀行 1 失去記憶的春天             | 金色时光 1 失去记忆的春天          | 2007年9月7日      | ISBN 978-4-04-868878-9 | 2007年9月10日  | ISBN 978-986-287-121-8 | 2012年1月5日   | ISBN 978-7-5356-4954-6 |
|        | 青春紀行 2 答案是YES                  | 金色时光 2 答案是YES               | 2008年3月7日      | ISBN 978-4-04-870381-9 | 2008年3月10日  | ISBN 978-986-287-460-8 | 2012年6月5日   | ISBN 978-7-5356-5332-1 |
|        | 青春紀行 3 化裝舞會                   | 金色时光 3 化装舞会                | 2008年8月7日      | ISBN 978-4-04-870735-0 | 2008年8月10日  | ISBN 978-986-287-753-1 | 2012年9月20日  | ISBN 978-7-5356-5597-4 |
|        | 青春紀行 4 表裡不一don't look back    | 金色时光 4 口是心非don't look back | 2009年3月7日      | ISBN 978-4-04-886546-3 | 2009年3月10日  | ISBN 978-986-325-021-0 | 2012年12月20日 | ISBN 978-7-5356-5815-9 |
|        | 青春紀行外傳 二次元君特別篇           |                                    | 2009年6月7日      | ISBN 978-4-04-886631-6 | 2009年6月10日  | ISBN 978-986-325-244-3 |                |                        |
|        | 青春紀行 5 ONRYO之夏 日本之夏         | 金色时光 5 怨灵之夏 日本之夏       | 2010年9月4日      | ISBN 978-4-04-886897-6 | 2010年9月7日   | ISBN 978-986-325-430-0 | 2013年5月20日  | ISBN 978-7-5356-6196-8 |
|        | 青春紀行番外 百年後的夏天我們依然笑著 |                                    | 2010年1月7日      | ISBN 978-4-04-891324-9 | 2010年1月10日  | ISBN 978-986-325-643-4 |                |                        |
|        | 青春紀行 6 在這世上的其他回憶         | 金色时光 6 这世界另外的回忆        | 2010年4月7日      | ISBN 978-4-04-891557-1 | 2010年4月10日  | ISBN 978-986-325-718-9 | 2013年10月1日  | ISBN 978-7-5356-6585-0 |
|        | 青春紀行列傳 AFRICA                   |                                    | 2010年8月7日      | ISBN 978-4-04-891858-9 | 2010年8月10日  | ISBN 978-986-325-855-1 |                |                        |
|        | 青春紀行 7 I'll Be Back               | 金色时光 7 I'll Be Back            | 2010年10月7日     | ISBN 978-4-04-866059-4 | 2010年10月10日 | ISBN 978-986-325-930-5 | 2014年7月10日  | ISBN 978-7-5403-3405-5 |
|        | 青春紀行 8 冬之旅                     | 金色时光 8 冬之旅                  | 2011年3月5日      | ISBN 978-4-04-866414-1 | 2011年3月8日   | ISBN 978-986-366-177-1 | 2014年12月20日 | ISBN 978-7-5403-3705-6 |

### 漫畫
| 卷數 | ASCII Media Works | ASCII Media Works | ASCII Media Works      | 台灣角川   | 台灣角川      | 台灣角川               |
| 卷數 | 標題              | 發售日期          | ISBN                   | 標題       | 發售日期      | ISBN                   |
| ---- | ----------------- | ----------------- | ---------------------- | ---------- | ------------- | ---------------------- |
| 1    |                   | 2012年3月27日     | ISBN 978-4-04-886494-7 | 青春紀行 1 | 2014年2月22日 | ISBN 978-986-325-827-8 |
| 2    |                   | 2012年9月27日     | ISBN 978-4-04-891456-7 | 青春紀行 2 | 2014年4月24日 | ISBN 978-986-325-913-8 |
| 3    |                   | 2013年3月27日     | ISBN 978-4-04-891456-7 | 青春紀行 3 | 2014年9月11日 | ISBN 978-986-366-154-2 |
| 4    |                   | 2013年7月27日     | ISBN 978-4-04-891767-4 | 青春紀行 4 | 2015年2月6日  | ISBN 978-986-366-345-4 |
| 5    |                   | 2014年1月27日     | ISBN 978-4-04-866236-9 | 青春紀行 5 |               |                        |
| 7    |                   | 2014年12月20日    | ISBN 978-4-04-869130-7 | 青春紀行 7 |               |                        |

### 雜誌刊載
- 青春紀行 二次元君Special（電擊文庫MAGAZINE 2010年11月號、ASCII Media Works）
- 青春紀行 二次元的愛2011（電擊文庫MAGAZINE 2011年5月號、ASCII Media Works）

## 電視動畫

### 製作人員
- 原作：竹宮悠由子（电击文库/株式会社KADOKAWA ASCII Media Works刊）
- 原作插画：駒都英二
- 監督：今千秋
- 系列構成：志茂文彥
- 角色設計：長谷川真也
- 色彩設計：村永麻耶
- 音響監督：明田川仁
- 音響製作：Magic Capsule
- 音樂：橋本由香利
- 音樂製作：STARCHILD
- 主製作人：中西豪、大澤信博
- 製片人：須藤孝太郎、湯淺隆明、川上龍太郎
- 企劃製作：GENCO
- 動畫製作：J.C. STAFF
- 製作：祭研

### 主題曲
片頭曲
「Golden Time」（第1話－第12話）
作詞：吉田詩織，作曲、編曲：Kohei by SIMONSAYZ，主唱：堀江由衣
- 最後一話當ED使用。

「The♡World's♡End」（第13話－第24話）
作詞、作曲、編曲：清龍人，主唱：堀江由衣
片尾曲
「Sweet & sweet CHERRY」（第1話－第12話）
作詞：YUKAKO，作曲、編曲：Kohei by SIMONSAYZ，主唱：堀江由衣
（第13話－第23話）
作詞、作曲、編曲：清龍人，主唱：堀江由衣
插曲
「 〜the seven deadly sins〜」（第4話、第23話）
作詞、作曲、編曲：（GEEKS），主唱：NANA學姊（佐藤聰美）

### 各話列表
| 話數   | 日文標題 | 中文標題        | 劇本     | 分鏡                  | 演出            | 作畫監督                                                                |
| ------ | -------- | --------------- | -------- | --------------------- | --------------- | ----------------------------------------------------------------------- |
| 第01話 |          | 春日時光        | 志茂文彥 | 福島利規              | 梶井瀨賀        | 富永詠二 都築裕佳子                                                     |
| 第02話 |          | 孤單的女孩      | 志茂文彥 | 田所修                | 北川正人        | 藤井昌宏 谷川亮介                                                       |
| 第03話 |          | 夜逃            | 志茂文彥 | 湖山禎崇              | 新田義方        | 中島美子、石田啟一 川島明子、高原修一                                   |
| 第04話 |          | 暗轉            | 志茂文彥 | 篁蒼氓                | 則座誠          | 中山由美                                                                |
| 第05話 |          | 身體與靈魂      | 志茂文彥 | 山崎隆                | 又野弘道        | 梶浦伸一郎、河野真也 大石美繪、吉岡丈雄                                 |
| 第06話 |          | YES·NO          | 志茂文彥 | 福田道生              | 松川朋弘 今千秋 | 都築裕佳子、伊東葉子 富永詠二                                           |
| 第07話 |          | 化裝舞會        | 志茂文彥 | 中野英明              | 中野英明        | 、櫻井司 谷川亮介                                                       |
| 第08話 |          | 重新來過        | 志茂文彥 | 梶井瀨賀              | 梶井瀨賀        | 藤井昌宏、松岡謙司 富永詠二                                             |
| 第09話 |          | 再度與你相伴    | 志茂文彥 | 篁蒼氓                | 本間修          | 大石美繪、片岡康治 中島美子、鐮田均 川島明子                            |
| 第10話 |          | 在鏡中          | 志茂文彥 | 湖山禎崇              | 湖山禎崇        | 中山由美                                                                |
| 第11話 |          | 麻煩派對        | 志茂文彥 | 又野弘道              | 又野弘道        | 梶浦伸一郎、 大石美繪、吉岡丈雄 河野真也                                |
| 第12話 |          | don't look back | 志茂文彥 | 福島利規              | 福島利規        | 藤井昌宏、鄉津春奈 小川浩司、櫻井司                                     |
| 第13話 |          | 夏天到來        | 志茂文彥 | 山崎隆                | 則座誠          | 富永詠二、谷川亮介 松岡謙司                                             |
| 第14話 |          | 女性談話        | 志茂文彥 | 岡村正弘              | 本間修          | 大石美繪、片岡康治 中島美子、川島明子                                   |
| 第15話 |          | 意外海灘        | 志茂文彥 | 佐藤雅子              | 佐藤雅子        | 小川浩司、小川繪里 櫻井司                                               |
| 第16話 |          | Wake Up Call    | 志茂文彥 | 篁蒼氓                | 梶井瀨賀        | 中山由美                                                                |
| 第17話 |          | 回到昨天        | 志茂文彥 | 又野弘道              | 又野弘道        | 河野真也、室山洋子 日野貴之、川島明子 、張益                            |
| 第18話 |          | 我的故鄉        | 志茂文彥 | 山崎隆                | 山崎隆          | 富永詠二、小川浩司 中山由美、谷口繁則 松岡謙治、梶井瀨賀                |
| 第19話 |          | 巴黎之夜        | 志茂文彥 | 湖山禎崇              | 湖山禎崇        | 寺井佳史、櫻井司 鄉津春奈                                               |
| 第20話 |          | 他的分歧        | 志茂文彥 | 則座誠、山崎隆 今千秋 | 山崎隆          | 大石美繪、中島美子 片岡康治、川島明子 岡昭彥                            |
| 第21話 |          | 我會回來的      | 志茂文彥 | 福田道生              | 梶井瀨賀        | 中山由美、松岡謙治 谷川亮介                                             |
| 第22話 |          | 失樂園          | 志茂文彥 | 今千秋                | 松川朋弘 今千秋 | 小林典昭、香田智樹 小川浩司、河野真也 片岡康治、川島明子 中島美子、張益 |
| 第23話 |          | 最後的微笑      | 志茂文彥 | 湖山禎崇              | 山崎隆          | 藤井昌弘、櫻井司 鄉津春奈、谷口繁則 寺井佳史、河野真也                  |
| 第24話 |          | 青春紀行        | 志茂文彥 | 今千秋                | 今千秋          | 香田智樹、小川浩司 松岡謙治、小林典昭 谷川亮介、中山由美                |

### 播放電視台
日本深夜動畫：下文記載的日本国内播放時間使用日本標準時間（UTC+9）表示。因為部分時間标识會採用30小时制，因此請留意这类超过24:00的时间，其實際播放時間為翌日清晨。
| 播放地區   | 播放電視台   | 播放日期                     | 播放時間（UTC+9）         | 所屬聯播網 | 備註                            |
| ---------- | ------------ | ---------------------------- | ------------------------- | ---------- | ------------------------------- |
| 近畿廣域圈 | 每日放送     | 2013年10月3日－2014年3月27日 | 星期四 26時35分－27時05分 | 日本新聞網 | 每日放送星期四深夜動畫節目第3部 |
| 東京都     | TOKYO MX     | 2013年10月5日－2014年3月29日 | 星期六 25時00分－25時30分 | 獨立UHF局  |                                 |
| 千葉縣     | 千葉電視台   | 2013年10月6日－2014年3月30日 | 星期日 23時30分－24時00分 | 獨立UHF局  |                                 |
| 神奈川縣   | 神奈川電視台 | 2013年10月6日－2014年3月30日 | 星期日 23時30分－24時00分 | 獨立UHF局  |                                 |
| 埼玉縣     | 埼玉電視台   | 2013年10月6日－2014年3月30日 | 星期日 23時30分－24時00分 | 獨立UHF局  |                                 |
| 愛知縣     | 愛知電視台   | 2013年10月7日－2014年3月31日 | 星期一 26時05分－26時35分 | 東京電視網 |                                 |
| 日本全國   | BS11         | 2013年10月11日－2014年4月4日 | 星期五 23時00分－23時30分 | 衛星電視   | ANIME+節目                      |
| 日本全國   | AT-X         | 2013年10月11日－2014年4月4日 | 星期五 23時00分－23時30分 | 衛星電視   | 有重複播放節目                  |

| 播放地區 | 播放電視台 | 播放日期                 | 當地播放時間            | 所屬聯播網  | 備註       |
| -------- | ---------- | ------------------------ | ----------------------- | ----------- | ---------- |
| 臺灣     | Animax     | 2014年10月26日－11月18日 | 每日21:30－22:00        | 有線電視    | 有重播時段 |
| 臺灣     | Animax HD  | 2015年2月25日－3月20日   | 每天19:30－20:00        | 中華電信MOD |            |
| 香港     | Animax     | 2015年2月3日－3月30日    | 星期一至三 22:00－22:30 |             |            |

### 藍光／DVD
| 卷數 | 發售日         | 收錄話         | 規格編號   | 規格編號   | 規格編號   |
| 卷數 | 發售日         | 收錄話         | 藍光限定版 | 藍光通常版 | DVD限定版  |
| ---- | -------------- | -------------- | ---------- | ---------- | ---------- |
| 1    | 2013年12月25日 | 第1話－第3話   | KIXA-90382 | KIXA-382   | KIBA-92085 |
| 2    | 2014年1月22日  | 第4話－第6話   | KIXA-90383 | KIXA-383   | KIBA-92086 |
| 3    | 2014年2月26日  | 第7話－第9話   | KIXA-90384 | KIXA-384   | KIBA-92087 |
| 4    | 2014年3月26日  | 第10話－第12話 | KIXA-90385 | KIXA-385   | KIBA-92088 |
| 5    | 2014年4月23日  | 第13話－第15話 | KIXA-90386 | KIXA-386   | KIBA-92089 |
| 6    | 2014年5月21日  | 第16話－第18話 | KIXA-90387 | KIXA-387   | KIBA-92090 |
| 7    | 2014年6月25日  | 第19話－第21話 | KIXA-90388 | KIXA-388   | KIBA-92091 |
| 8    | 2014年7月23日  | 第22話－第24話 | KIXA-90389 | KIXA-389   | KIBA-92092 |

## 遊戲
青春紀行 Vivid Memories
使用平台：PlayStation Vita

## 外部連結
- 青春紀行1
- 電視動畫官方網站 （页面存档备份，存于）（日語）
- http://asciimw.jp/mediamix/golden/ （页面存档备份，存于）（日語）
- 腾讯视频独播专区 （页面存档备份，存于）（简体中文）